# Daghalīān-e ‘Olyā
Daghalīān-e ‘Olyā (persiska: دغلیان بالا, Daghlīān-e ‘Olyā, Daghalīān-e Bālā, دغلیان علیا) är en ort i Iran.   Den ligger i provinsen Östazarbaijan, i den nordvästra delen av landet, 500 km nordväst om huvudstaden Teheran. Daghalīān-e ‘Olyā ligger 1 817 meter över havet och antalet invånare är 221.
Terrängen runt Daghalīān-e ‘Olyā är kuperad.Runt Daghalīān-e ‘Olyā är det ganska glesbefolkat, med 27 invånare per kvadratkilometer. Närmaste större samhälle är Mehtarlū, 6,6 km väster om Daghalīān-e ‘Olyā. Trakten runt Daghalīān-e ‘Olyā består i huvudsak av gräsmarker.